# Kostel svatého Prokopa (Hodkovice nad Mohelkou)
Římskokatolický farní kostel svatého Prokopa v Hodkovicích nad Mohelkou je barokní sakrální stavba stojící na západním obvodu obce při hřbitově. Od roku 1966 je kostel chráněn jako kulturní památka.

## Historie

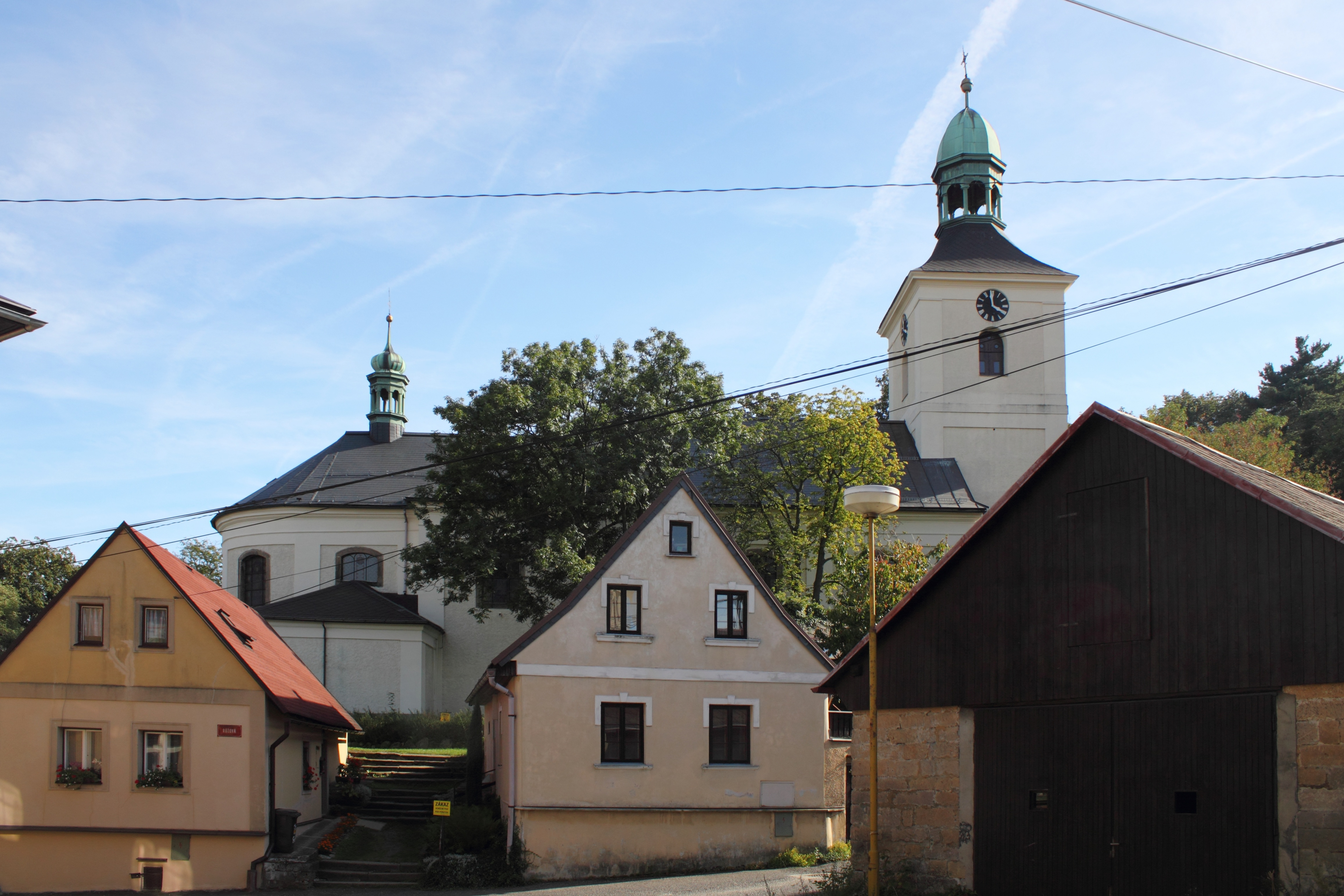
Kostel v Hodkovicích nad Mohelkou z boku

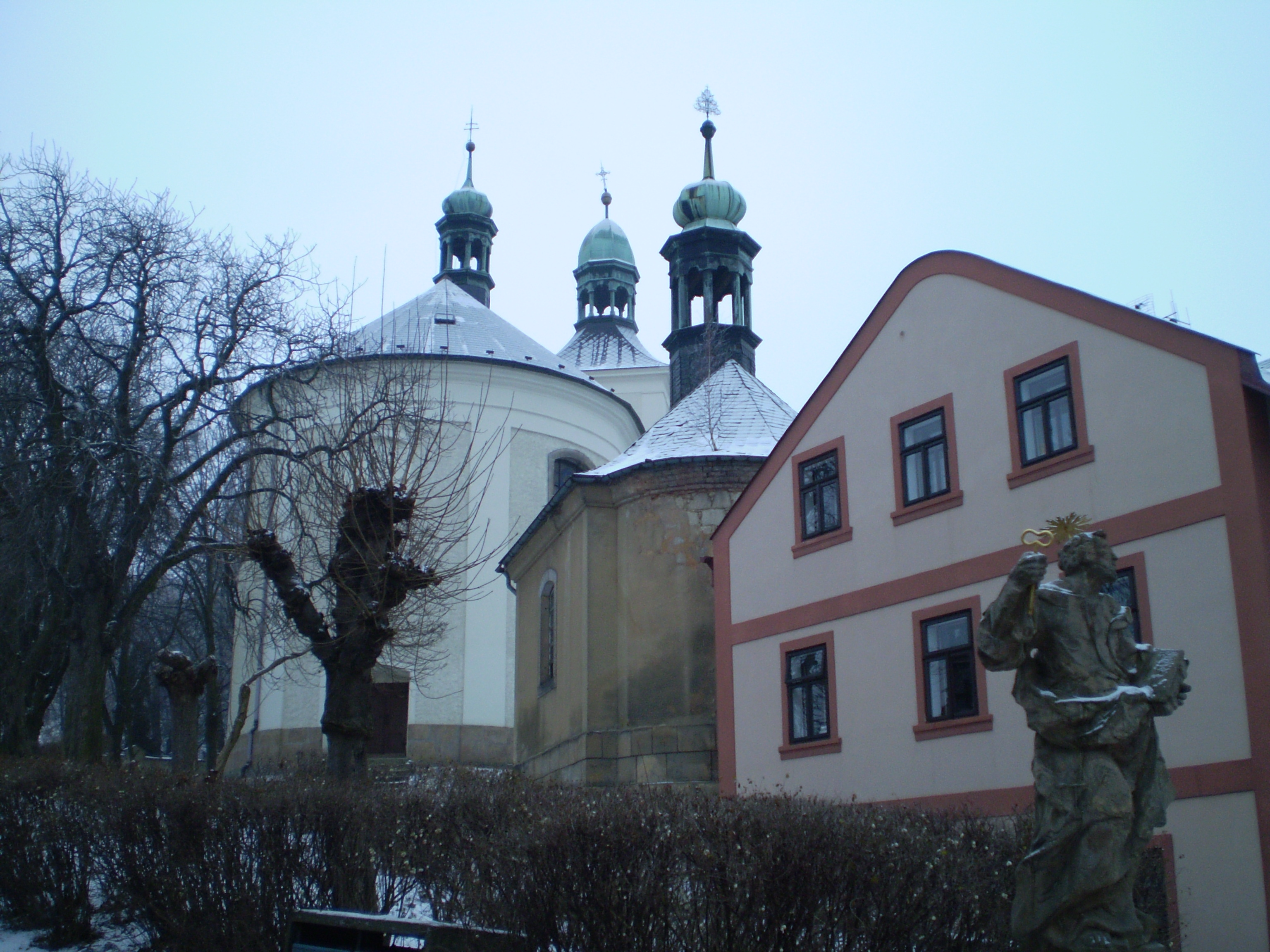
Závěr kostela v Hodkovicích nad Mohelkou

Kostel byl postaven v letech 1717–1721 na místě vyhořelého starého kostela.

## Architektura
Jedná se o obdélnou, jednolodní stavbu o čtyřech osách. Je členěn lizénami. Má dva boční přístavky, půlkruhový presbytář a západní hranolovou věž. Věž byla zvýšena roku 1845 stavitelem F. Havlinou. Vnitřek kostela má valenou klenbu na pilastry. V lodi je dvoupatrová dřevěná kruchta s původními barokními varhanami.

## Zařízení
Zařízení je pseudorenesanční z roku 1896. Hlavní oltářní obraz patrona kostela sv. Prokopa je signován „A. Lhota 1850“. Dveře sakristie jsou železné s nýtovanými pásy, mezi nimiž se nachází 24 olejových obrazů poutních Madon českých z období kolem roku 1700. V presbytáři je obraz Narození Páně a Ukřižování, které jsou dílem J. Führicha z roku 1826. V lodi je obraz sv. Jana Nepomuckého a sv. Anny, které jsou připisovány führichovské škole. Je zde také veduta Hodkovic s postavami sv. Vavřince a sv. Floriána za požáru v roce 1806.

## Okolí kostela
Okolo kostela se rozkládal starý hřbitov, který byl zrušen, dnes se z něho zachovala část hřbitovní zdi (na západě, u kostelní věže) a čtvercovou hřbitovní kaple (márnice) se sanktusníkem. Cennější náhrobky ze starého hřbitova byly umístěny ke stěně kostela: Na stěně kostelní předsíně je rokokový náhrobek z roku 1763, zbylé náhrobky jsou kamenné a litinové z období 1812–1841. Nový hřbitov byl přeložen na nedaleké místo jižně od kostela. Uvnitř je více cenných náhrobků, památkově chráněný (jako areál kostela) je středový kříž a figurální náhrobky Vinc. Spietschky († 1854) a rodiny Spietschkovy (oba od Josefa Maxe).
- Monumentální náhrobek rodiny Spietschka od Maxe (1855)
- Sv. Jan Nepomucký u hřbitova

Na schodech vedoucích ke kostelu od náměstí stojí kaple sv. Petra a sv. Pavla z roku 1754. U zdi nového hřbitova (nedaleko fary) je umělecky zdařilá barokní socha sv. Jana Nepomuckého z roku 1733.
Jižně od hřbitova je ve zvyšujícím se terénu (směrem na Vrchovinu) venkovní křížové cesty z let 1818–1820, hlavní kaple na vršku vyhořela a obnovena byla 1867.
V Hodkovicích nad Mohelkou je řada soch. Patří mezi ně barokní sloup Panny Marie na náměstí z roku 1707, který je obklopen zábradlím, na kterém se nachází 6 kamenných soch českých patronů. Na severním kraji města při státní silnici je hodnotné barokní sousoší sv. Heleny se sv. Janem a sv. Pavlem, které pochází z roku 1750. Na domě čp. 250 je sousoší sv. Anny a Panny Marie z roku 1753. Při silnici k Petrušovicím jsou boží muka. Jedná se o sloup nesoucí hranolový tabernákl, na kterém je stylizovaný reliéf Kalvárie z roku 1678. Na dnešní místo byla tato boží muka přenesena v roce 1761.

## Galerie interiéru
- Oltář
- Oltář
- Sv. Josef, požár města
- Požár města Hodkovic

## Galerie náhrobních kamenů u kostela
- Maxmilian Bosak (1777–1836)
- Johann Stephan Miller a jeho žena Caecilia
- Ignaz Baumherr?
- Ignaz a Johanna Pichler
- Anna Rosina Fünkeß z roku 1763
- August Georg Khittel (1768–1841) a jeho žena Maria Anna Duchek (1767–1831)
- Karolina Worrel (1801–1843)
- Stephan Dittrich (1773–1836)
- Johann Blaschka
- Johann Blaschka
- Marie Anna Unger